# Elegisch distichon
Het elegische distichon is een Oud-Griekse strofevorm, die ook in het Latijn gebruikt werd. Het is een combinatie van de dactylische hexameter en de dactylische pentameter.

## Moderne literatuur
- Alle oneven verzen van een elegisch distichon zijn  dactylische  hexameters
  - vb. "Hurry up, gentlemen, please! There's plenty of gentlemen waiting!"
- Alle even verzen zijn  dactylische  pentameters
  - vb. "Hurry up, gentlemen, please! Plenty of gentlemen wait."

## Klassieke literatuur
Het elegisch distichon werd steevast toegepast in de klassieke oudheid bij de elegieën (vb. Tibullus, Propertius) en de epigrammen. Een meester in deze epigrammen was Gaius Valerius Catullus. Een voorbeeld is carmen 109, bestaande uit 3 elegische disticha:
Iocundum, mea vita, mihi proponis amorem
hunc nostrum inter nos perpetuumque fore.
Di magni, facite ut vere promittere possit
atque id sincere dicat et ex animo,
ut liceat nobis tota perducere vita
aeternum hoc sanctae foedus amicitiae.
vertalingMijn leven [= mijn Lesbia], jij houdt me voor dat onze liefde
aangenaam, tussen ons en eeuwig is.
Grote goden, maak dat zij dit naar waarheid kan beloven
en dat ze dit oprecht en vanuit de grond van haar hart zegt,
opdat het ons is toegestaan een heel leven lang deze eeuwige 
verbintenis van onaantastbare liefde samen door te brengen.